# Voldemar Miller
Voldemar Miller (* 25. Januarjul. / 7. Februar 1911greg. in Tagamõisa; † 26. April 2006 in Tallinn) war ein estnischer Buchwissenschaftler, Historiker, Heimatforscher und Kinderbuchautor.

## Leben und Werk
Miller machte Abitur in Kuressaare und studierte von 1930 bis 1942 mit mehreren Unterbrechungen Geschichte an der Universität Tartu. 1944 wurde er in die Wehrmacht mobilisiert, da Estland zu jenem Zeitpunkt im Rahmen des Zweiten Weltkriegs von Deutschland besetzt war. Nach dem Krieg war er zunächst im Archivdienst tätig, geriet im Stalinismus jedoch unter politischen Druck und lief 1949 Gefahr, inhaftiert und verbannt zu werden. Nur knapp konnte er sich in eine innere Emigration retten. Von 1952 bis 1977 war er in der Baltica-Abteilung der Akademischen Bibliothek der Universität Tallinn angestellt, später als deren Direktor.
Seine wichtigsten Arbeiten legte Miller auf dem Gebiet der estnischen Buchgeschichte vor. Der Sammelband zum 450. Geburtstag des ersten estnischen Drucks (1975), der mit dreijähriger Verspätung 1978 erschien, ist größtenteils seiner Initiative und Tatkraft zu verdanken.
In seinen späteren Jahren widmete Miller sich der Kinderliteratur und war seit 1995 Mitglied des Estnischen Schriftstellerverbands.

## Bibliografie

### Kinderbücher
- Kiki. Tallinn: Eesti Raamat 1966. 24 S.
- Merehundi jutud ('Geschichten vom Seewolf'). Tallinn: Eesti Raamat 1984. 64 S.
- Tilleprintsess. Lood väiksuse suurusest ('Die Winzprinzessin. Geschichte von der Größe der Kleinheit'). Tallinn: Eesti Raamat 1989. 61 S.
- Merehundi jutud II ('Geschichten vom Seewolf II'). Tallinn: Tiritamm 1993. 63 S.
- Sõrmkübarasõdur ('Der Fingerhutsoldat'). Tallinn: RE Stuudia 1996. 30 S.
- Kodu kõige kallim ('Das Liebste zu Hause'). Tallinn: Tänapäev 2008. 143 S.